# La Collection
La Collection (The Collection) est une pièce de théâtre en un acte du dramaturge et prix Nobel de littérature britannique Harold Pinter, écrite en 1961. 
La pièce est créée le 18 juin 1962 à l'Aldwych Theatre à Londres par la Royal Shakespeare Company.

## Argument
La scène, partagée en deux, représente un foyer de Belgravia, à Londres, et un appartement à Chelsea. Dans un troisième espace entre eux se dresse une cabine téléphonique où des appels sont passés.
Bill, un dessinateur de mode dans la vingtaine, vit avec Harry, un homme d'une quarantaine d'années, dans la maison de ce dernier, à Belgravia. De son côté, Stella, designer elle aussi, mais dans la trentaine, vit avec James, son mari et partenaire d'affaires dans leur appartement de Chelsea.
Une nuit, Harry reçoit un appel téléphonique troublant et anonyme. Peu après, un homme force sa porte, développe un discours ambigu et refuse de dire son nom. Peu à peu, les intentions de ce mystérieux inconnu - qui n'est autre que James - se précisent. Il cherche à savoir si, à l'occasion d'un voyage d'affaires à Leeds, sa femme Stella et le jeune Bill ont, oui ou non, eu une relation sexuelle sans lendemain. Or les rapports entre Harry et Bill ne sont pas très clairs. S'agit-il d'un couple homosexuel ? Dans ce cas, la liaison entre Bill et Stella paraîtrait loufoque. Mais est-ce bien le cas ? 
Après une conversation en apparence banale entre Stella et James dans leur appartement, ce dernier soutire ce qui semble être des aveux. Fort de cette confession, il affronte Bill et cherche à lui faire avouer qu'il a eu une aventure d'un soir avec Stella. Bill affirme d'abord qu'elle a inventé toute l'histoire, mais il admet l'avoir embrassée tout en jurant qu'il n'est jamais rien arrivé... James, qui pensait écraser son rival, se trouve pris au piège d'un discours qui rend l'énigme de plus en plus opaque. La pièce se termine sans que les ambiguïtés aient été tirées au clair, et chacun semble croire la version qui le satisfait pour éviter de perdre pied.

## Production originale britannique

### Aldwych Theatre, Londres1962
- Mise en scène : Peter Hall
- Harry : Michael Hordern
- Stella : Barbara Murray
- James : Kenneth Haigh
- Bill : John Ronane

## Productions françaises

### Création en France, théâtre Hébertot, 1965
- Mise en scène : Claude Régy
- Texte français : Éric Kahane
- Décor : Francois de Lamothe
- Harry : Jean Rochefort
- Stella : Delphine Seyrig
- James : Michel Bouquet
- Bill : Bernard Fresson

### Conservatoire national supérieur d'art dramatique, 1973
- Mise en scène : Patrice Kerbrat
- Texte français : Éric Kahane
- Harry : Patrice Kerbrat
- Stella : Fanny Delbrice
- James : Maurice Vaudaux
- Bill : Pierre Romans

### Centre dramatique national de Reims, 1985
- Mise en scène : Jean-Pierre Miquel
- Texte français : Éric Kahane
- Décor et costumes : Alain Roy
- Harry : Marc
- Stella : Gabrielle Forest
- James : Jean-Loup Wolff
- Bill : Alain Lenglet

### Centre dramatique national d'Orléans, 2000
- Mise en scène : Patrice Kerbrat
- Texte français : Éric Kahane
- Décor : Édouard Laug
- Costumes : Pascale Fournier
- Lumières : Laurent Béal
- Jean-Pierre Cassel
- Thierry Fortineau
- Michel Voïta
- Stella : Brigitte Fossey

### Théâtre de Paris, Salle Réjane, 2018
- Mise en scène : Thierry Harcourt
- Texte français : Éric Kahane
- Décor : Marius Strasser
- Costumes : Jean-Daniel Vuillermoz
- Lumières : Jacques Rouveyrollis
- Harry : Thierry Godard
- Bill : Davy Sardou
- James : Nicolas Vaude
- Stella : Sara Martins

### Théâtre national de Bretagne, 2019
- Mise en scène : Ludovic Lagarde[1],[2]
- Texte français : Olivier Cadiot
- Dramaturgie : Sophie Engel
- Scénographie : Antoine Vasseur
- Costumes : Marie La Rocca
- Lumières : Sébastien Michaud
- Harry : Mathieu Amalric
- Bill : Micha Lescot
- James : Laurent Poitrenaux
- Stella : Valérie Dashwood

Ce spectacle est diffusé sur France 5 en novembre 2021 puis repris au théâtre de l'Atelier en 2023.

### Le Lieu Sans Nom, 2022
- Mise en scène : Collectif Revlux[3]
- Création lumières : Juliette Mayer
- Création son : Frédéric Jesson
- Harry : Fabien Mairey
- Bill : Jean-Stéphane Souchaud
- James : Olivier Galinou
- Stella : Anne Charneau